# Castelmola

Localització de Castelmola

Castelmola (sicilià Castermula) és un municipi italià, dins de la ciutat metropolitana de Messina. L'any 2005 tenia 1.103 habitants. Limita amb els municipis de Gaggi, Letojanni, Mongiuffi Melia i Taormina.

## Administració
| Període | Identitat          | Partit        |
| ------- | ------------------ | ------------- |
| 2007-   | Antonietta Cundari | Llista cívica |